# ウースター・ルビーレッグス

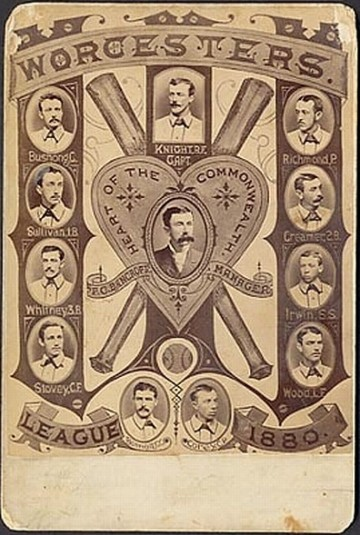
1880年のパネル版カード

ウースター・ルビーレッグス（Worcester Ruby Legs）は、アメリカ合衆国マサチューセッツ州ウースターを本拠地として、1880年から1882年までメジャーリーグベースボールのナショナルリーグに加盟していた野球チーム。『Worcesters』（ウースターズ）とも呼ばれていた。現在のフィラデルフィア・フィリーズの前身となる球団である。

## 球団史
結成当時チームに決まったニックネームはなく、ルビーレッグスのほかに「ウースターズ」や「ブラウンストッキングス」などとも呼ばれていたようである。後の強打者ハリー・ストーヴィーを擁し、1880年にナショナルリーグに参加。同年6月12日には、投手のリー・リッチモンドがメジャーリーグ史上最初の完全試合を達成したチームでもある。
1年目に勝率5割近い成績は残せたが、2年目、3年目と成績は下降、観客も集まらなくなって運営が行き詰まる。1883年に球団は買収され、本拠地をフィラデルフィアに移した。

## 戦績
| 年度   | リーグ | 試合 | 勝利 | 敗戦 | 勝率 | 順位 | 監督                                                       | 本拠地                         |
| ------ | ------ | ---- | ---- | ---- | ---- | ---- | ---------------------------------------------------------- | ------------------------------ |
| 1880年 | NL     | 83   | 40   | 43   | .482 | 5位  | フランク・バンクロフト                                     | Worcester Driving Park Grounds |
| 1881年 | NL     | 82   | 32   | 50   | .390 | 8位  | マイク・モーガン ハリー・ストーヴィー                      | Worcester Driving Park Grounds |
| 1882年 | NL     | 84   | 18   | 66   | .214 | 8位  | フリーマン・ブラウン トミー・ボンド ジャック・チャップマン | Worcester Driving Park Grounds |

## 所属した主な選手
- ジョン・クラークソン：投手。後年野球殿堂入り。
- リー・リッチモンド：メジャーリーグ史上最初の完全試合を達成。
- ハリー・ストーヴィー：通算で最多本塁打5回、最多打点1回、最多得点4回。

## 主な球団記録
- 通算安打数：290（ハリー・ストーヴィー）
- 通算打点数：90（リー・リッチモンド）
- 通算盗塁数：187（ハリー・ストーヴィー）
- 通算勝利数：71（リー・リッチモンド）
- 通算奪三振：522（リー・リッチモンド）